# Polje Krapinsko
Polje Krapinsko falu Horvátországban Krapina-Zagorje megyében. Közigazgatásilag Krapina községhez tartozik.

## Fekvése
Krapina központjától 3 km-re délre, a város határában fekszik.

## Története
A falunak 1857-ben 313, 1910-ben 434 lakosa volt. A trianoni békeszerződésig Varasd vármegye Krapinai járásához tartozott. 2001-ben a lakosok száma 682 volt.

## Külső hivatkozások
Krapina város hivatalos oldala